# Холл, Барбара
Барбара Холл (англ. Barbara Hall, род. 17 июля 1961) — американский телевизионный продюсер и сценарист. Холл наиболее известна как создатель и исполнительный продюсер сериала CBS «Новая Жанна д’Арк» (2003—2005). С 1999 по 2003 год она также была шоураннером «Справедливая Эми», а ранее выступала сценаристом в «Я улечу» и «Северная сторона». Как продюсер она работала в «Армейские жёны», «Закон и порядок: Преступное намерение» и «Родина».
Холл родилась в Чатем, штат Вирджиния. Как продюсер, Холл четырежды номинировалась на премию «Эмми», а также в 1994 году индивидуально выдвигалась на премию Гильдии сценаристов США за работу в «Я улечу». В 2014 году она выступила в качестве создателя, исполнительного продюсера и шоураннера «Мадам госсекретарь» для CBS.